# Innocenzo Leontini
Innocenzo Leontini, född 25 maj 1959 i Ispica, är en italiensk politiker. Har varit borgmästare i Ispica 1992–1993 och på nytt sedan 2020, första gången för Italienska socialistpartiet och andra gången som partipolitiskt oberoende. Leontinis första period i Europaparlamentet 2008 när han ersatte Francesco Musotto varade i bara en månad för att han föredrog den regionala politiken i hemlandet. Han återkom som Europaparlamentariker 2018-2019 och den gången fick han hoppa in för att ersätta Salvo Pugliese.
Leontini var ledamot av Europaparlamentet från juni till juli 2008 och på nytt från augusti 2018 till juli 2019. Den första korta perioden var han med i Europeiska folkpartiets grupp och hans italienska parti var Forza Italia. Han återkom tio år senare återigen som medlem av Europeiska folkpartiets grupp och representerade det 2013 återskapade Forza Italia. År 2019, några månader före mandatperiodens slut, anslöt han sig till Gruppen Europeiska konservativa och reformister i och med att han bytte parti till Italiens bröder.